# Обыкновенный редунка
Обыкновенный редунка, или болотный козёл, или нагор (лат. Redunca redunca) — антилопа, наиболее известный вид рода редунка, или тростниковых козлов (подсемейства водяных козлов семейства полорогих).

## Внешний вид
Обыкновенный редунка — антилопа небольшой величины. Высота в холке — 65-90 см, вес не превышает 65 кг (обычно намного меньше, в среднем примерно 45 кг). Это животное изящного сложения, с высокими ногами и пушистым хвостом. Он окрашен довольно ярко — общий окрас жёлто-бурый, брюхо белое. Белые пятна есть также у основания ушей. Пониже ушей, как и у других представителей рода — хорошо заметное тёмное пятно.
Рога только у самцов. Они сравнительно короткие — до 41 см, загнутые вперёд.

## Ареал и сохранность вида
Обыкновенный редунка обитает практически по всей Африке к югу от Сахары. Исторический ареал этой антилопы чрезвычайно велик, но в настоящее время сильно разорван. Сейчас редунка в сколь-либо значительном числе обитает только там, где сохранились обычные для него условия — саванны и редколесье с большим количеством водоёмов.
Обыкновенный редунка многочислен в ряде мест Западной и Центральной Африки, в том числе бассейне Конго. Есть устойчивые популяции в Восточной Африке, особенно в Танзании. В целом этот вид считается вне угрозы. Статус вида, согласно Международной Красной книге, — «находящийся под небольшой угрозой» (LC — Least Concern; это самая низкая категория, означающая, что вид вне опасности).
Численность, тем не менее, снижается, за исключением восточной части ареала, где поголовье растёт. Общее количество оценивается чуть больше, чем в 100 тыс. голов. Главная причина — разрушение среды обитания, а также неконтролируемый отстрел в неблагополучных странах Западной Африки, где государство не в силах наладить природоохранные мероприятия.

## Образ жизни и поведение

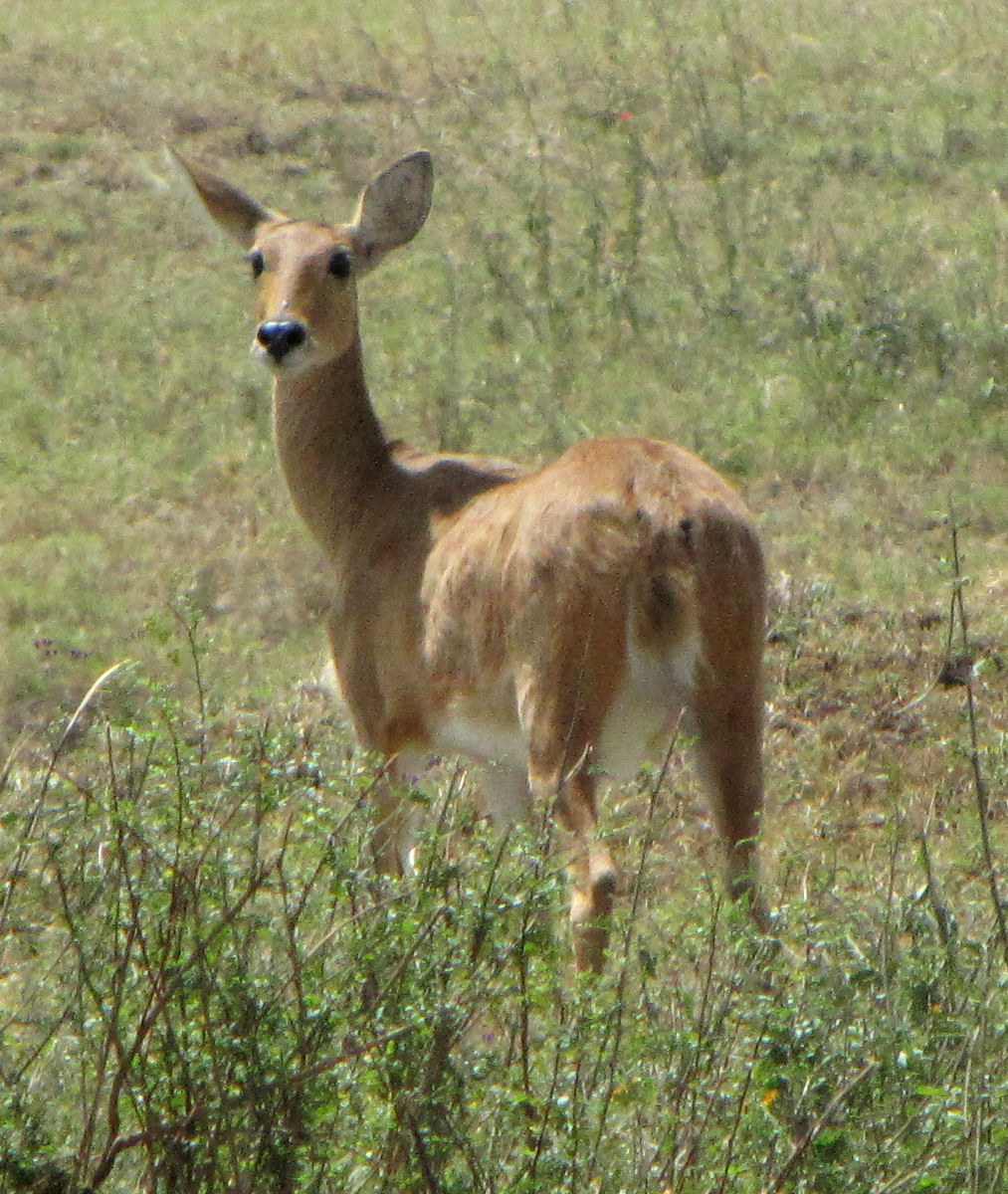
Самка обыкновенного редунки в Серенгети

Обыкновенный редунка встречается на разнообразной местности. Его можно встретить и в сухих саваннах, но всё же он предпочитает более влажные места, ближе к водоёмам. Наиболее типичный его биотоп — редколесье и пойменные луга, где доступ к воде обеспечен в течение круглого года, даже в сухой сезон.
В некоторых частях ареала, например, в крайней северо-восточной, обыкновенный редунка встречается в гористой местности до высоты 3200 м. Там его ареал пересекается с ареалом горного редунки (лат. Redunca fulvorufula).
По образу жизни схож с другими редунками (большим и горным). Утром и вечером пасётся, а днём лежит в траве. Во время кормёжки удаляется до 8 км от места дневного укрытия.
При опасности затаивается, но в случае обнаружения врагом спасается стремительным бегством. В других случаях редунка, завидя хищника, начинает высоко подпрыгивать на месте, издавая пронзительный свист. Этот свист — один из характернейших звуков саванны — служит сигналом тревоги для всех зверей, находящихся поблизости.
Период размножения не связан с определённым сезоном. Беременность длится около 7 месяцев, после чего рождаются один или два телёнка, которые до двухмесячного возраста ведут себя скрытно, неподвижно притаиваясь в траве. Молодняк держится близ матери 8—9 месяцев. Половозрелость самцов наступает в три года, самок — в два.